# Macropelopia borealis
Macropelopia borealis är en tvåvingeart som först beskrevs av Jean-Jacques Kieffer 1915.  Macropelopia borealis ingår i släktet Macropelopia och familjen fjädermyggor. Inga underarter finns listade i Catalogue of Life.